# Zara Turner
Zara Turner (née en 1968 à Belfast, Irlande du Nord) est une actrice britannique. Son rôle le plus connu est celui d'Anna dans Pile et Face aux côtés de Gwyneth Paltrow.

## Vie personnelle
Elle est mariée à l'acteur Reece Dinsdale. Ils vivent dans le Yorkshire, Angleterre avec leurs enfants Elwy et Luca.

## Filmographie sélective
- 1997 : The Investigator (télévision)
- 1998 : Pile et Face de Peter Howitt
- 1998 :   McCallum (série télévisée)
- 1998 : Resurrection Man de Marc Evans
- 2001 : On the Nose de David Caffrey
- 2003 : Violence à Holy Cross (télévision)
- 2004 : The Brief (télévision)